# Perigomphus
Perigomphus là một chi chuồn chuồn ngô thuộc họ Gomphidae. Nó gồm các loài:
- Perigomphus pallidistylus